# IAS 10
МСФО (IAS) 10 «События после отчетной даты» — международный стандарт финансовой отчетности, который применяется для учета и раскрытия информации о событиях, произошедших после отчетного периода.

## Цель
МСФО (IAS) 10 «События после отчетной даты» действует с 01.01.1980 года, с изменениями от 01.01.2005 года,
введен в действие для применения на территории Российской Федерации приказом Минфина России от 25.11.2011 № 160н.
События после отчетного периода — это события, как благоприятные, так и неблагоприятные, которые произошли в период между отчетной датой и датой утверждения финансовой отчетности к выпуску (не в момент одобрения акционерами):
- корректирующие (отражаемые в отчетности) — события, подтверждающие условия, существовавшие на отчетную дату
- некорректирующие (неотражаемые в отчетности) — события, свидетельствующие об условиях, возникших после отчетного периода[4].

## Признание и оценка
Компания корректирует данные, признанные в финансовой отчетности, для отражения последствий корректирующих событий, произошедших после отчетного периода:
- принятое после отчетного периода судебное решение в отношении обязательства
- свидетельство обесценения актива (банкротство клиента, продажа актива отличной от справедливой стоимости)
- обнаружение фактов мошенничества или ошибок[5].

Компания не корректирует признанные в финансовой отчетности суммы для отражения последствий некорректирующих событий, произошедших после отчетного периода:
- уничтожение значительной части активов (пожар, наводнение) после отчетного периода
- выпуск акций после отчетного периода
- значительное изменение валютных курсов, произошедшее после отчетного периода
- снижение рыночной стоимости инвестиций после отчетного периода
- объявление начисление дивидендов после отчетного периода[6].

## Раскрытие информации
Раскрывается следующая информация в примечаниях к финансовой отчетности:
- дата утверждения финансовой отчетности к выпуску и наименование органа, утвердившего отчетность;
- обновляется финансовая отчетность после корректирующего события;
- в случае несущественных некорректирующих событий описывается природа события, оценка финансовых последствий или делается заявление о невозможности произвести такую оценку[7].